# 约翰·D·洛克菲勒
约翰·戴维森·洛克菲勒（英語：John Davison Rockefeller，1839年7月8日—1937年5月23日），美国实业家，慈善家，因革新了石油工业和塑造了慈善事業現代化結構而闻名。1870年创立标准石油，在全盛期壟斷了全美90%的石油市場，成為歷史上的第一位億萬富豪與全球首富。1914年巔峰時，其財富總值達到美國GDP的2.4%（9億美元，美國GDP365億美元），折合今日之4000億美元以上，普遍被視為西方世界史上首富。
他受到记者與各種輿論的攻击，標準石油最後被判决違反反托拉斯法并在1911年被拆分為34家公司（事實上，反托拉斯法正是針對標準石油而制定的）。其規模之巨大，乃至其後繼企業之一艾克森美孚在百年後的今天仍是全美第2大企業。
另一方面，洛克菲勒在人生的后40年致力于慈善事业，主要是教育和醫藥领域，而在1897年结束对标准石油的直接管理。他出資成立洛克菲勒研究所資助医学研究，主要貢獻包括；成立约翰霍普金斯公共卫生学院、哈佛大學公共衛生學院、丹尼森大学、北京協和醫學院，根除北美鉤蟲和黄热病，贊助野口英世的梅毒病原體研究，贊助亞歷山大·弗萊明的青黴素研究。他也對黑人族群特別關照，斥巨資提升黑人教育。他是虔诚的北浸礼会教友，並支持了很多教会背景的机构。
洛克菲勒创办了芝加哥大學與洛克斐勒大學。現今的紐約市也有許多洛克菲勒家族出資建立的地標，如聯合國總部大樓、洛克菲勒中心等等。
洛克菲勒坚信他人生的目的是「盡力地賺錢，盡力地存錢，盡力地捐錢」。他成為了空前絕後的巨富，但他私生活嚴謹，終身不菸不酒，一生勤儉自持，在晚年將大部分財產捐出資助慈善事業，開美國富豪行善之先河，給今天如比爾·蓋茨與沃倫·巴菲特等富豪寫下了先例，成為美國近代史上最富傳奇色彩與爭議性的人物之一。

## 經歷

### 1839 - 1863: 少年時代

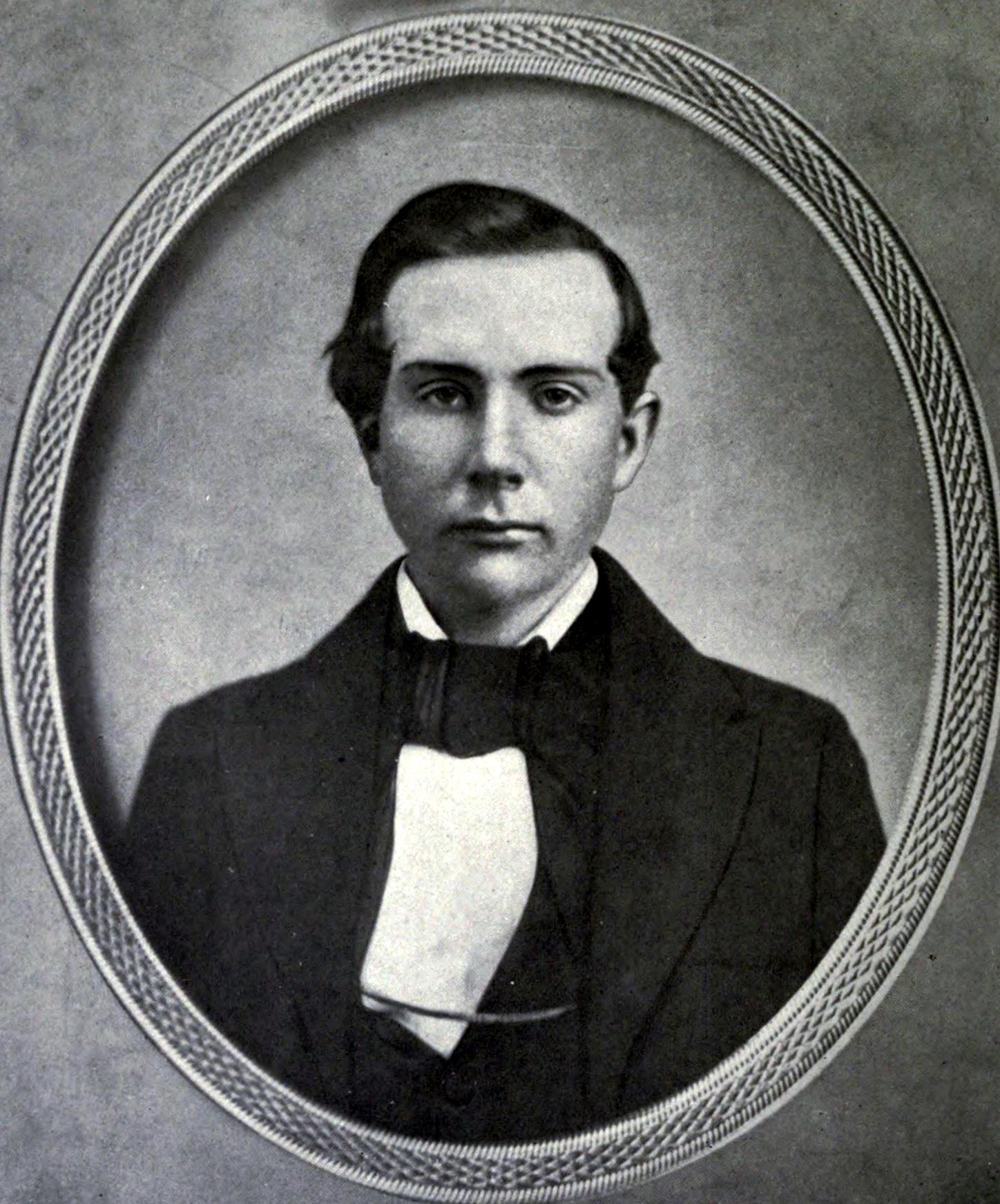
18歳的洛克菲勒，1857年

洛克菲勒生于纽约州中部的小镇里奇福德。他出身貧窮，在家中六个孩子排行第二，是长子。父亲是威廉·埃弗里·洛克菲勒（William Avery Rockefeller，1810年11月13日－1906年5月11日），祖先來自德國和英國，母亲是愛麗莎・戴維森（Eliza Davison，1813年9月12日－1889年3月28日），是愛爾蘭與蘇格蘭血統。他父親，人称“大个子比尔”，是个到处闯荡的木材商、马贩子，也是个江湖医生，兜售所谓“立见奇效，包治百病”的灵丹妙药；讲究实际，自信、好冒险，善交际，任性而又以自我为中心。他犯有重婚罪，更和女傭南西生下兩個小孩，也時常長期不回家，不是個正直的人，故洛克菲勒一生都和父親非常疏遠。然而，精明狡猾的父親其觀念也對約翰有所幫助，如「以小盤換大盤」，並在每場交易設法取得最好條件。比爾曾這麼說：「我一有機會就騙我兒子。我要他們精明點。」然而完全相反的，其母卻是個虔誠的浸信會教徒，一言一行都遵從《圣经》的教導，勤快、节俭、朴实，家教严格、生活自律，從小對他灌輸節儉、勤奮等觀念，並努力維持表面上的家庭和諧。幼年的他已開始以幫父母做家事，賣馬鈴薯，火雞，甚至貸款給鄰居收息等方法賺錢。學生時代，他喜欢并擅长于算术，但別科成績平平。他並不屬於才華洋溢耀眼型的人物，但永遠嚴格系統化，理性不帶感情地處理問題。兒時同輩這麼形容他：「規矩誠懇，嚴肅沉穩，內斂謹慎」。约翰完全没有父亲那种花花公子的秉性，而是继承了母亲勤俭的美德。他把这种信念视为“商业训练”，一生中烙守“不俭则匮”的准则；从中他还引申出自己的结论：“只有数字作数。”
1853年因父親被告性侵女傭，他們全家搬到了俄亥俄州的克里夫兰斯社比尔镇，並就讀克利夫蘭的Central High School，當時該校是克利夫蘭唯一的中學，同时是西阿勒格尼第一所免費的公立學校。畢業後他念了三個月的短期商業學校，學習複式簿記等會計技能。完成學業後，因為商业不景氣，洛克菲勒沒能馬上找到工作，他跑遍城裡每一家公司，有些公司甚至連續拒絕了他兩三次。終於，1855年9月26日，16歲的洛克菲勒在經過六個禮拜的求職後，在经营谷物的Hewitt & Tuttle公司開始了第一份工作：簿記員。他往後終身都將9月26日視為重要紀念日，重視它超過生日。他前三個月薪水總共是50美元。領到第一份薪水的他已開始固定捐出十分之一的財產於慈善事業（十一奉獻）。他對這第一份工作極為熱愛且努力，也學習到很多。他日後回憶「我經商的所有方法與思維都是在那三年學到的。」他的努力很快得到雇主賞識，因而不斷得到升遷。但在三年後的1858年，因為加薪要求被拒絕，他離職與年仅19岁的英国人莫里斯·克拉克双方各出2000元资本开始獨立經營谷物和牧草批發的高風險生意。這時的他只有18歲。约翰以10%的年息向父亲借款1000美元，加上自己积蓄的800美元。
1830年连接伊利湖和俄亥俄河的运河通航，1851年铁路通达。克利夫兰成为大湖区和大西洋沿岸间的货物转运中心，城市迅速发展了起来，工业兴起，人口迅速增加。洛克菲勒生逢其时。

### 1863 - 1882: 標準石油
1859年宾夕法尼亚州開挖出世界第一口油井，數以千計的人們瘋狂湧入東北，無數油井胡亂開挖出來，其中自然也包括了鄰近的克利夫蘭。看到這情況的洛克菲勒判斷「原油價格必將大跌，真正能賺到錢的是煉油，而非鑽油。」歷史證明了他的想法是正确的。數年內，原油暴跌，煉油速度遠不及鑽油速度，許多鑽油商必須賤價拋售原油以避免破產。1863年，兩人終於行動，成立Clark & Rockefeller公司轉向石油提炼投资，並攬入了另一位合夥人，化學家薩繆爾·安德魯斯。
1864年，洛克菲勒與蘿拉·賽麗絲提婭·洛克斐勒結婚，兩人是十年前的中學同學。他對妻子評價甚高：「她的決定比我的還要正確。沒有她的建議，我會是個窮人。」他從此再也沒有第二段愛情關係。他們生了四個女兒和一個兒子，這唯一的兒子也將在日後繼承他的大部分事業。也大約在此時，他成為一個虔誠的浸信會教徒。宗教在他往後人生是一個原動力，他認為「上帝給我財富」，而對自己如何取得財富不感內疚。
1865年2月，洛克菲勒和老合夥人克拉克在經營方針上出現了嚴重糾紛。其結果，洛克菲勒大量借債籌措現金，在拍賣會上以72,500美元（約為2016年的100萬美元）成功將克拉克股權全數買下，而公司名亦改為Rockefeller & Andrews，克拉克從此離開標準石油。該拍賣常被後世史家視為石油工業歷史上極為重要的一戰。他自己回憶：「那是決定我人生的一天。」這時，他已握有完整的資本迎接南北戰爭後的巨大復甦能源需求。
1866年，攬入自己弟弟威廉·洛克菲勒為生意夥伴。1867年，攬入亨利·弗拉格勒為另一合夥人，以Rockefeller, Andrews, Flagler三人為核心的煉油公司Rockefeller, Andrews & Flagler於是誕生，這即是日後標準石油的前身。此後兩三年間，洛克菲勒選擇高風險的極端方法，大量舉債增資，大量轉投資，大量開發副產品，并大获成功。於1868年，Rockefeller, Andrews & Flagler公司已在克利夫蘭擁有兩塊煉油區，並在紐約設有一交易據點，並已是世界上最大的煉油商。

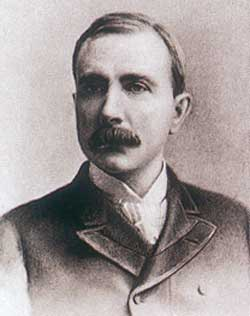
36歲的洛克菲勒，1875年

1870年1月10日，洛克菲勒將煉油公司Rockefeller, Andrews & Flagler重組為標準石油公司，設於克利夫蘭。
洛克菲勒與少數幾個大型煉油商在1871年秋天秘密組成南方促進公司，同數個大型鐵路公司（賓夕法尼亞鐵路、伊利鐵路）達成利益交換的秘密協議。南方承諾優先向該數個大鐵路公司下單，而鐵路公司給予南方近原價40%的高回扣，並出賣競爭油商的運輸情報給南方。標準石油在這秘密協議參與最深，在南方的的2000股中佔了900股。然而之後鐵路公司向南方以外的小競爭者大幅提高近原價一倍的運價，引起他們的強烈不滿，最後這陰謀被以查爾斯·普拉特和亨利·羅傑斯為首的獨立煉油商們揭發與推翻。
但他並未受到多大影响，1872年二至三月的短短六個禮拜間，標準石油迅雷不及掩耳地收購了克利夫蘭境內的22家煉油商（當地業者總計26家），這就是著名的克利夫蘭大屠殺（Cleveland Massacre）。站穩此處的標準石油更加銳不擋，在之後一連串的競爭－－勝利－－收購循環下，1879年，在成立的短短九年後，標準石油已經控制全美90%的煉油產業。因為量大，單位成本變得更低，使他更能向鑽油業者與鐵路業者討價還價，地位更加穩固。
1877年，標準石油與最大運輸者賓州鐵路發生衝突，故盤算將運輸重心移向油管以脫離他們的束縛，他開始收購並建造輸油管線。不願讓他脫離的賓州鐵路察覺後採取了反擊，也開始收購油管與煉油廠，並壓低價格。但最後仍舊不敵，該部分股權被全數買下。標準石油雖然取得勝利，但這一衝突引起了外界強烈關注，往後他的商業行為也慢慢變成全國注目的議題。
洛克菲勒以削價競爭、賄賂政界、威脅鐵路業者，斷絕對手必要耗材（如油罐車，油桶，油管），收購破產公司等手段有效打倒了競爭對手。除了強大的攻擊手法外，他拉攏敵人的方式也收到很好效果。在將對手打垮後，洛克菲勒常會向對方提出和解，並開出優於市價許多的價錢收購對方資本，可能是現金，可能是股票。若對方拒絕，他就逼對方破產後以拍賣低價搶下資本。這種條件合理的威逼利誘，讓許多對手和平妥協。選擇現金的都發了小財，而選擇標準石油股票的則成為大股東，發展更佳。例如1872年克利夫蘭大屠殺中的兩位競爭者，Charles Pratt和亨利·羅傑斯，日後就進入了標準石油並成為長期的主要合夥人。另一位在1875年同意合作的John D. Archbold更是最好的例子，他加入後一路受到洛克菲勒提拔，之後甚至當上副總裁，成為公司第二人。
洛克菲勒自詡為慈悲天使（Angel of Mercy），吸收產業中的較弱者並一起工作，讓他們躲過殘酷的競爭；而最終在整個產業合為一體後，更能省去各自競爭的心力而專注在服務消費者上，他認為自己的壟斷無論對同業或消費者都是好的。他在布朗大學的演講是這麼說的：「美麗的美國玫瑰若要燦爛盛開，必須犧牲掉周圍的新芽。」（The American Beauty Rose can be produced in the splendor and fragrance which bring cheer to its beholder only by sacrificing the early buds which grow up around it.）

### 1882 - 1897: 壟斷市場
1882年，標準石油已經巨大到牴觸美國法律對於一家獨立企業的限制範圍了。於是洛克菲勒開始了一個鑽法律漏洞的方法——托拉斯（Trust）。簡單說，就是讓所有公司名義上不由同一人直接控制，但讓股權仍然集中在少數人手上以操縱市場的組織方法。於是，標準石油托拉斯成立了。以對煉油環節的完全控制為基礎，洛克菲勒將觸手向上下游伸展。他踏入運輸與終端銷售，並成功建立了自己的垂直系統。這舉動摧毀了許多原有的配油商，再度引起巨大爭議。1880年左右，他也開始了一套嶄新的油價控制思維。他開始不直接控制油價，而是間接地，以控制油料貯量控制油價。他甚至發行油料的選擇權在市場流動，開始了世界第一個石油期貨市場，有效的影響了往後的石油交易。1882年，曼哈頓的國家石油交易所正式開始石油期貨市場。
1890年，托拉斯成立的八年後，標準石油托拉斯已經控制了全美85%的大多數石油相關行業，由上而下，鑽油、煉油、配油、內需、出口、副產品加工......。以全球市場來說，除了遠在萬里外快速崛起的俄羅斯所占約25%~30%市場外，70%以上全世界石油工業的每一個環節，已經完全落在標準石油的控制中了。但也在1890年這一年，美國通過了謝爾曼法，也就是俗稱的反壟斷法或反托拉斯法。1890年也是標準石油市占率最巔峰的一年。自此之後，其在煉油區塊的絕對壟斷地位漸漸消失，從1890年世界市佔率92%降低到1900年的80%，而鑽油區塊的降低更是巨大。原因有三：一，歐洲與亞洲新油田的不斷發現。諾貝爾家族在俄羅斯油田取得巨大成功，開挖了當地第一條油管與世界第一艘油輪，並有羅特希爾德家族協助他們的財務。而緬甸、爪哇也陸續开始产油。二，電燈的普及。電燈讓照明油的市場急速萎縮。三，輿論問題。儘管以上種種原因，其實洛克菲勒依然有能力繼續維持壟斷地位，但他最後自己放棄了這個想法。他承認：“我們發現如果真的完全獨佔煉油，公眾情感會反對我們。”（"We realized that public sentiment would be against us if we actually refined all the oil."）
1890年代，他開始將觸角擴展至鐵礦的開挖與運輸，而與安德魯·卡內基開始发生衝突。當時這兩位商業巨擘的衝突是眾所矚目的焦點。也大概在這時，接近60歲的洛克菲勒開始思考退休的事。他將日常的直接管理交給了約翰·達斯汀·阿奇博，自己搬到紐約北部的Pocantico Hills居住，並熱衷於一些休閒活動，例如騎腳踏車和打高爾夫球。
1897年，洛克菲勒退出所有公司的主要管理，但保留總裁的名分。1900年，老羅斯福開始了一連串對標準石油的攻擊行動，最終成功讓其解體。

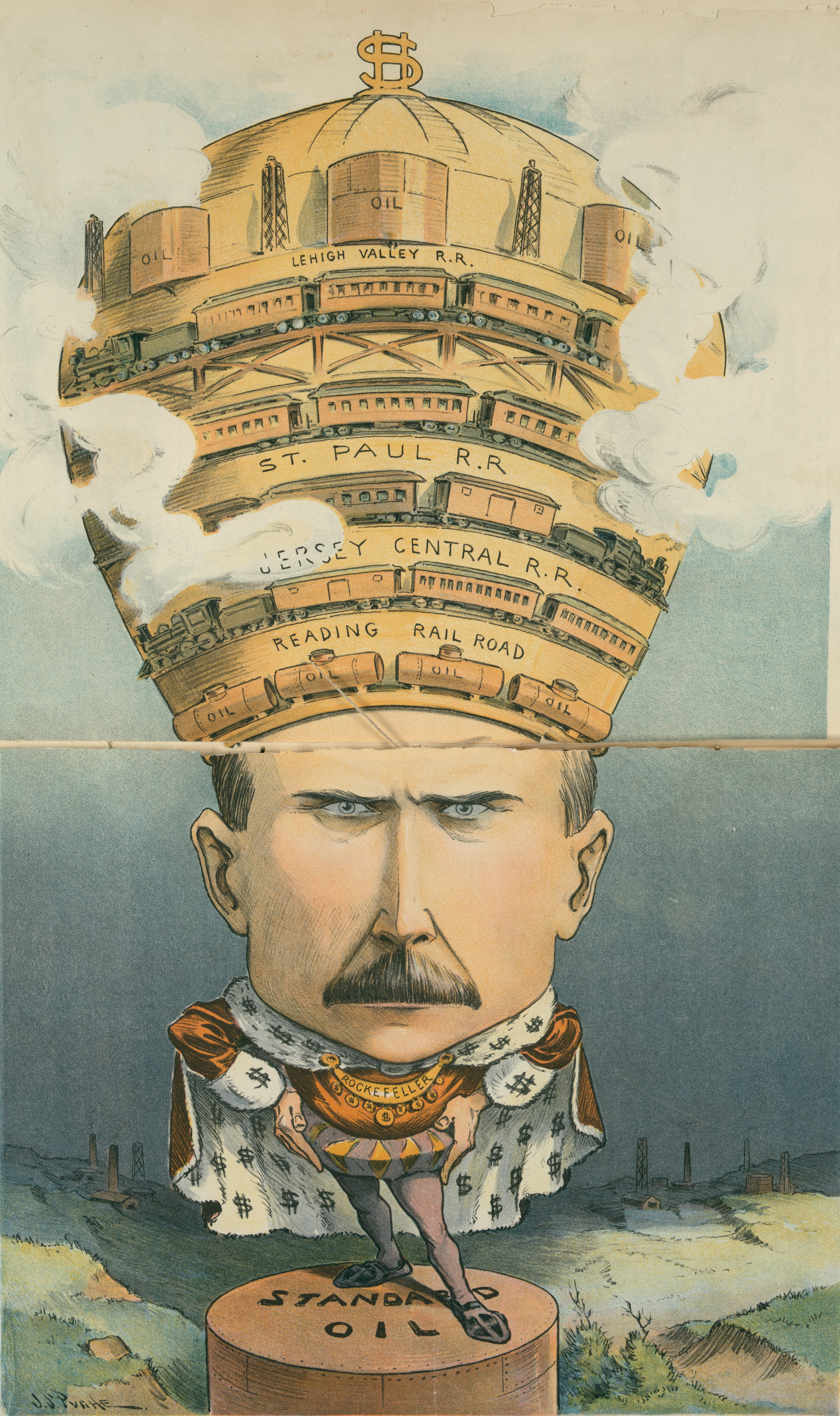
洛克菲勒被描繪為資本皇帝，1901年Puck雜誌漫畫

1911年，美國最高法院裁定標準石油違反了反托拉斯法，並將之拆解為34家新公司。這時標準石油仍有70%的煉油市佔率，但鑽油市佔率其實只剩下14%了。標準石油雖被拆分，但洛克菲勒在標準石油的25%股份並未受負面影響，只是分到不同公司。相反的，因法律糾紛的落幕以及同時期汽車業與家庭天然氣需求的快速發展，其財富在未來十餘年反而大為增加。
洛克菲勒並沒有如一般商人夢想的那樣，因成功壟斷市場而任意提高價格。相反地，在他統治石油工業的數十年間，他將日常用油價格大幅壓低了約80%。洛克菲勒在1885年給他一位合夥人的信裡是這麼寫的：「繼續努力吧。我們要永遠記得我們是在為窮人們提供用油，而且必须是又便宜又好的油。」（Let the good work go on. We must ever remember we are refining oil for the poor man and he must have it cheap and good.）他更說：「競爭是種罪惡。」（Competition is a sin.）。反過來說，這也是為何美國消費者會讓標準石油以如此不可置信的程度與速度控制市場的原因之一。

### 1897 - 1937: 慈善事業

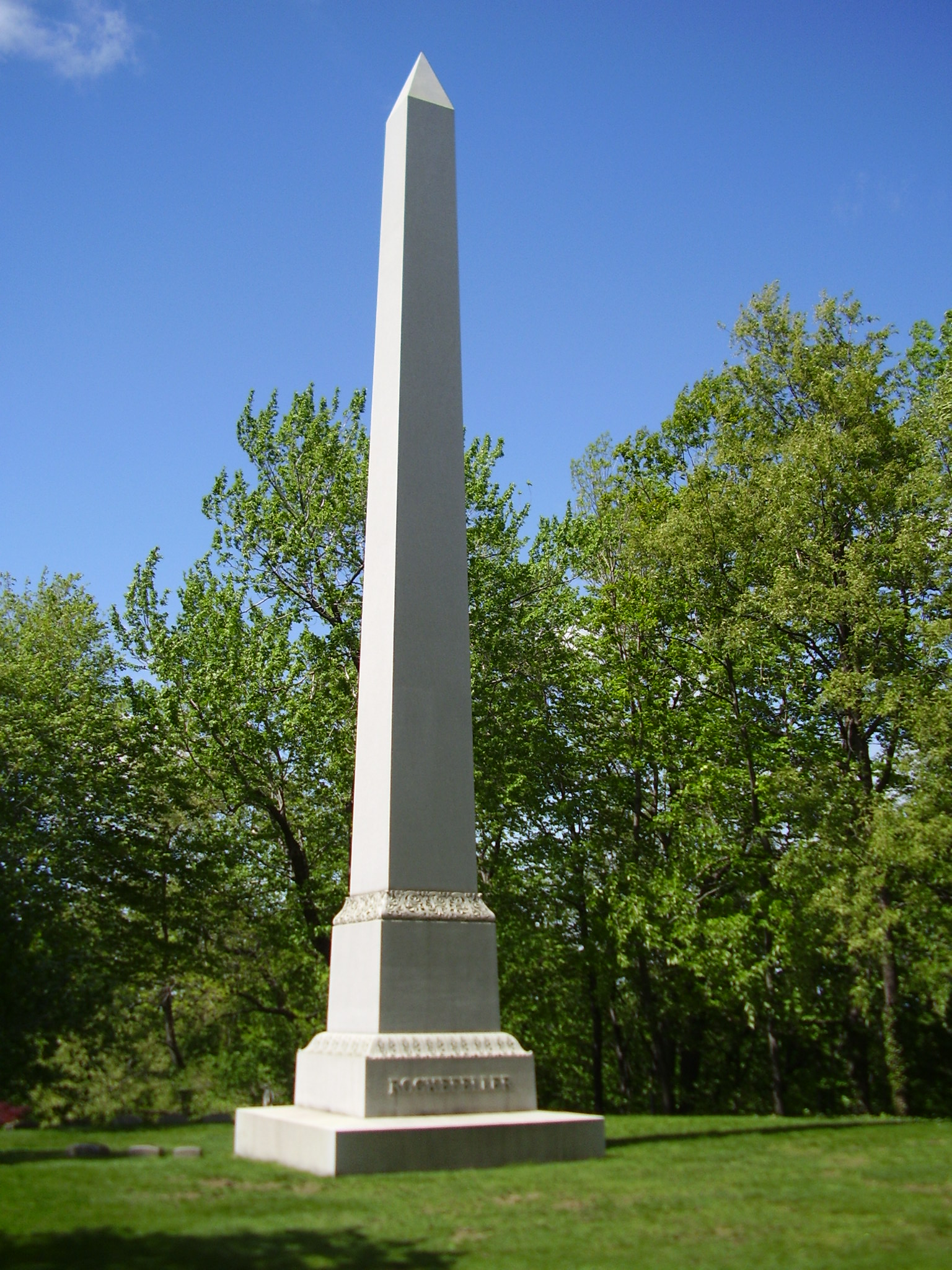
克利夫蘭湖景墓園的洛克菲勒墓

洛克菲勒從少年時期領到第一分薪水開始，就開始將其中十分之一捐給教會。隨著他往後財富的增加，這份捐助也跟著增加，主要是教育與醫藥方面，科學與藝術亦有。1897年後，他的生活重心漸由商場轉向慈善事業。這方面他主要由兩位親信提供建議：弗里德利克·泰勒·蓋茨與兒子小約翰。
他篤信Efficiency Movement主義，甚至認為慈善事業比石油事業的經營應當更為精準與講究效率。他曾說：“去幫助一所低效率，位置不好，需要性不高的學校是種浪費......很有可能，過去浪費在那些無用的教育計畫上的資金，已經多到足夠構築一套完善的高等教育系統了──要是正確使用的話。”。
1884年，他提供了主要資金給一所在亞特蘭大的黑人女子大學，這就是未來的Spelman College（名字取自他的岳父，一位長期的廢奴主義者）。該校最古老的一棟建築洛克菲勒大廳就是以他命名。他也提供了可觀的資金給丹尼森大學與其他浸信會大學。
1880年末~1910年期間，洛克菲勒共提供了3500萬美元給芝加哥大學，讓當時這個小小的浸信會學校成為世界級的頂尖大學。日後他回到該校演說時高興的評論：「這是我所做過最棒的投資。」
1902年他設立普通教育董事會，宗旨是推進美國每一階層的教育，尤其是弱勢的南方黑人的教育。本機構最重要的影響在於資助了1910年Flexner Report計畫，本計畫的實現對美國醫藥起了革命性的變化。洛克菲勒也對耶魯大學，哈佛大學，丹尼森大學，布朗大學，布林莫尔学院，维斯理学院，瓦萨学院提供過資助。
另外，雖然他自己對順勢療法有喜好，但在蓋茲的建議下，他成為第一位對現代科學醫藥的巨大捐資者。1901年他成立了洛克菲勒醫學研究所，本機構在1965年提供大學教育後改名為現在的洛克斐勒大學。
1913年，他成立了洛克菲勒基金會，該機構根除了鉤蟲病這個長年來危害南方甚大的疾病。他對該機構給予約2億5千萬美元，主要是公共衛生，醫療訓練，並活躍至今。他更出資成立了约翰霍普金斯公共卫生学院，這是該領域的先驅頂尖機構。也建立了北京協和醫學院。
他的第四項主要慈善機構Laura Spelman Rockefeller Memorial Foundation，在1918年成立，資助社會科學的研究，之後併入洛克菲勒基金會。
洛克菲勒一生總共捐助了約5億5千萬美元（其總財產約14億美元）於慈善事業。有趣的是，老年的他常隨便給遇到的大人一角硬幣，給小孩五分硬幣。他甚至對輪胎大王哈維·凡士通這樣開玩笑的給了一角硬幣。
洛克菲勒在小時候就立下他的兩個人生最大野心：賺到十萬美元（按当时的购买力平价，約為2007年的三千萬美元）以及活到100歲；第一個野心，他自然是達到且遠遠凌駕其上了；而第二個野心，他雖然在晚年盡其所能地強迫自己延長壽命以達到幼時立下的目標，包括搬到佛羅里達，絕對嚴格的規律生活，食物只攝取煉乳與蔬菜、水果等等，但還是在離自己98歲生日兩個月時過世，享壽九十七歲。離目標差了兩年兩個月。
約翰·戴維森·洛克菲勒埋葬在故鄉俄亥俄州克利夫蘭的湖景墓園。

## 個人生活

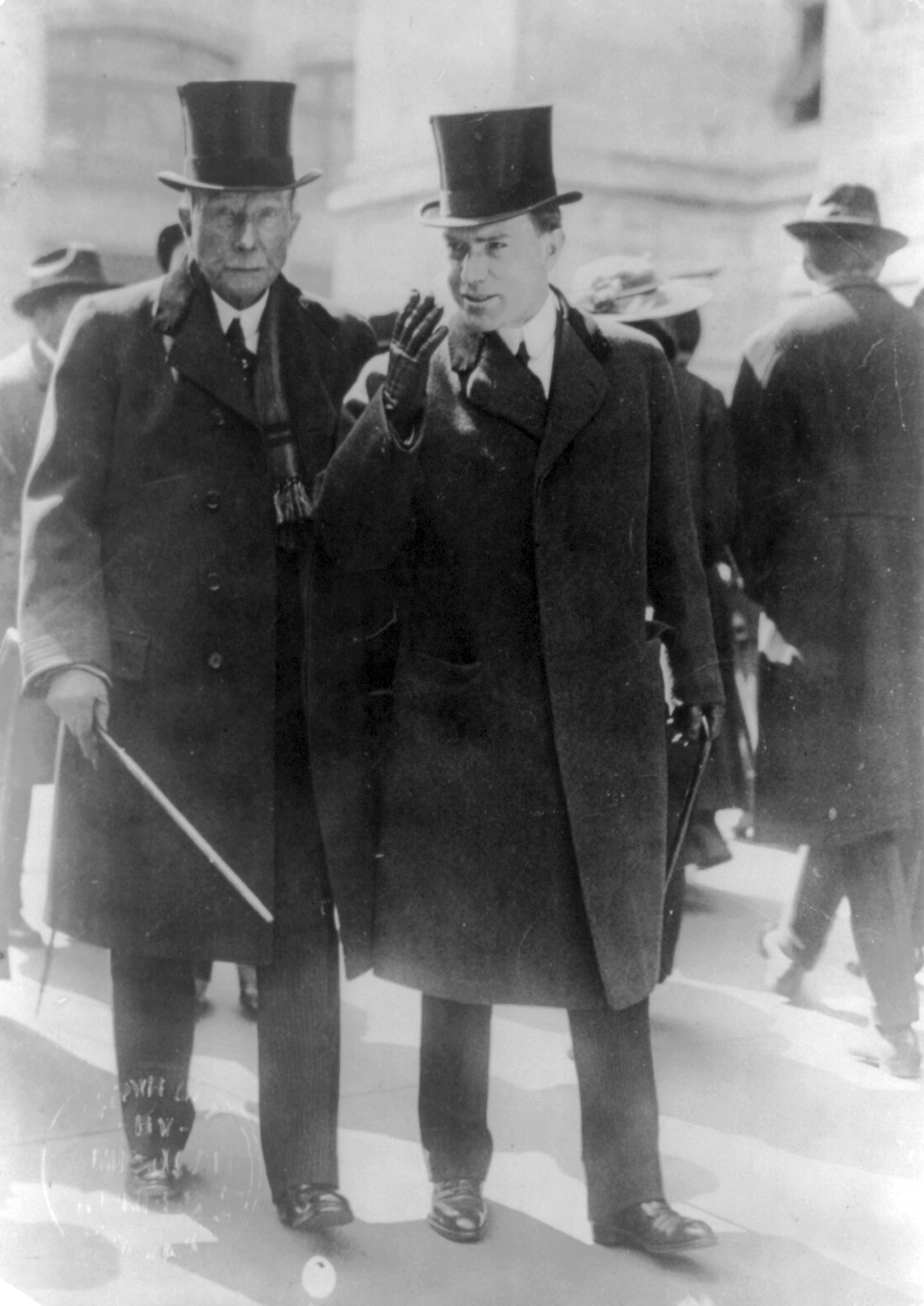
76歲的洛克菲勒與兒子小约翰·戴维森·洛克菲勒，1915年

洛克菲勒身型削瘦，沉默寡言，喜怒不形於色。他行事異常低調，極少參予公眾活動，也少對媒體曝光。他終身不煙不酒不賭，生活嚴格自律，甚至對奢侈品有種近乎過度的反感，也對晚輩如此要求。兒子小約翰·洛克菲勒回憶：「我小時候常常在穿姊姊穿過的舊衣服。」他25歲結婚後直到去世，再也沒有第二段男女關係。他工作以外的活動主要有二：教會與高爾夫球。他固定在禮拜日上教堂，每日讀聖經。高爾夫球是他長年的最大娛樂，一直到約94歲他才停止假日打球的習慣。
洛克菲勒于1864年与劳拉·斯佩尔曼（1839-1915）结婚。婚后生有四女一子，年龄最小也是唯一的儿子就是著名的小约翰·洛克菲勒（1874-1960）。

## 評價與影響

### 評價與財富
洛克菲勒的事業先是一段漫長而充滿爭議的商業歷程，之後是一段漫長的慈善歷程，他在人們心中的形象非常複雜。他過去的競爭者中，許多被逼向破產，但也有許多將資產賣給他而獲得可觀的利潤（或標準石油股份），甚至有些人因此而成為富豪。
傳記家艾倫·倪文斯，曾對洛克菲勒的反對者如此回答他的結論：
|  | 洛克菲勒的巨大財富不是從別人的貧困得來的。他不是像隕石那樣的破壞一切而前進，而是經過四分之一個世紀的大膽冒險，在一個許多資產家都不敢踏入的新興危險領域中冒險。他也有努力的員工，更有比過去美國工業家們更為睿智而有遠見的計劃。1894年，石油的商機並不比鋼鐵，銀行，或鐵路來得多。這位巨人聚集他的財富，又顧到別人的利益，這是最挑戰我們傳統認知的地方。我們有很多的證據顯示，洛克菲勒一向會給競爭對手合理的補償，可能是現金，可能是股票，再逼他們退出。一個公正的歷史學家，應該認為洛克菲勒比卡內基對競爭者更為仁慈。我們可以得到這個結論：『他的財富和其他同時代的巨富們相比，是最不骯髒的。』 |

傳記家Ron Chernow這樣形容洛克菲勒：
|  | 他最讓我們思考的原因—以及他為何永遠引起世人如此矛盾反應的原因—就是他好的一面實在好到不能再好，但壞的一面，很壞。歷史上很少出現這樣的人物。 |

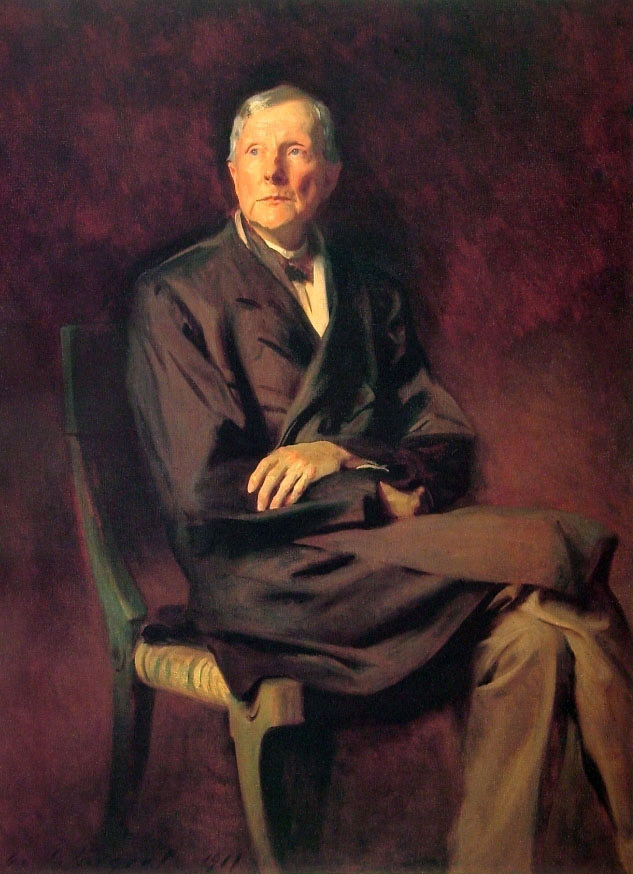
78歲的洛克菲勒，1917年。约翰·辛格·沙金繪。

雖然洛克菲勒的人生有這麼多的不同面向，但他最終會被世人永遠記得的，或許依然是他巨大規模的財富。1902年，洛克菲勒的財產是2億美元。(美國GDP240億美元，0.8%)隨著美國的現代化，能源需求大量增加，他的財富繼續快速飆漲，在1914年巔峰時達到了約9億美元。(美國GDP365億美元，2.4%) 他1937年過世時，其財富總值估計為14億美元。(美國GDP920億美元，1.5%)。紐約時報報導「據估計，洛克菲勒先生在退休後從他標準石油托拉斯的股份及其他的投資，累積了約$1,500,000,000的財產，這可能是歷史上一位平民憑個人努力曾累積的最大財富。」在若以財富所佔美國GDP百分比的方式換算，洛克菲勒身家以現值計超過2830億美元，無疑是美國甚至人類歷史上第一巨富，不是任何聞名的超級富豪─包括比爾·蓋茲或山姆·沃爾頓─所能相比的。
洛克菲勒的財富在整個二十世紀，依然對他的後輩在慈善、商業，以及政治方面起了許多幫助。孫子大衛·洛克菲勒是美國大銀行家，在美國大通銀行（現在摩根大通的一部份）擔任超過20年的CEO。另一孫子，納爾遜·洛克斐勒，是共和黨紐約州州長與41任美國副總統。第三個孫子，溫思羅普·洛克斐勒，是共和黨阿肯色州州長。曾孫傑伊·洛克斐勒是民主黨西維吉尼亞州參議員，也是該州前州長。另一曾孫溫思羅普·保羅·洛克菲勒，擔任10年阿肯色州副州長。
2017年3月21日， 香港商業電臺《 光明頂》節目以洛克菲勒為主題。

### 自傳詩
洛克菲勒在86歲時，寫下了這首短詩總結自己的一生：
|  | I was early taught to work as well as play, My life has been one long, happy holiday; Full of work and full of play, I dropped the worry on the way, And God was good to me everyday. 我從小就被教導既要娛樂也要工作， 我的人生就是一個悠長，愉快的假期； 全力工作，盡情玩樂， 我在旅途上放下了一切憂愁， 而上帝每天都善待著我。 |